# 池田利恵
池田 利恵（いけだ としえ、1958年7月1日 - ）は、日本の元・政治家、元・日野市議会議員（6期）。HPVワクチンやCOVID-19ワクチンに対する反対活動で知られている。「全国子宮頸がんワクチン被害者連絡会」事務局長、「新型コロナウイルスを考える会」事務局長、「有志議員の会」代表、「チーム日本」代表、「mRNAワクチン中止を求める国民連合」副代表。2021年春まで自民党所属、その後除名処分を受けて無所属となった。
2025年東京都議会選挙に無所属で出馬し、令和7年6月13日付で市議会議員の職は自動失職した
。都議会議員選挙は9,635票取得で落選した。
政治活動では「池田としえ」の表記を用いている。

## 略歴
山梨県都留市出身、短期大学（名称非公表）卒業後、出版社に勤務し、その後結婚。2003年から2011年に開設されていた早稲田大学大学院公共経営研究科を修了した。
PTA役員として私立幼稚園と公立幼稚園の格差を埋めるための署名活動をきっかけに政治に関心を持ち、政治家を志した。元日野市立幼稚園連合会会長・平山台小学校PTA組織保教の会委員長・議長を務めた。
2001年に自由民主党公認で日野市議会議員に初当選した。2013年3月、全国子宮頸がんワクチン被害者連絡会を立ち上げ、事務局長に就任。HPVワクチン（子宮頸がんワクチン）の積極的勧奨中止を求める活動を展開した。2016年には、B型肝炎ワクチンの安全性について日野市長に質疑を行うなど、ワクチン政策に関する提言を継続した。2020年の新型コロナウイルス感染症流行期には、「新型コロナウイルスは存在しない」などの発言を行った。

### 自民党除名処分と訴訟
コロナ禍の2021年3月、講演会参加者へのマスク着用を促さなかったこと、COVID-19ワクチン接種に反対する活動を行ったことなどを理由に、自民党から離党勧告処分を受け、同年4月には正式な除名処分が通告された。同年9月、クラウドファンディングで資金を募り、自民党を被告として、除名処分および「不当なマスク・ワクチン強制」の無効確認等を求める訴訟を提起した。この訴訟では、遺伝子組み換えワクチンの特例承認取り消しやPCR検査の無効性を訴えるなどの活動を認めることも求めていたが、敗訴した。訴訟の代理人弁護士は、南出喜久治が務めた。
除名後も無所属として政治活動を継続し、2022年2月20日執行の日野市議会選挙で当選し、6期目となった。
2025年6月22日投開票の東京都議会議員選挙に日野市選挙区から立候補し、落選した。

## 政策・主張

### HPVワクチンに関する活動
HPVワクチン（子宮頸がんワクチン）に対する反対運動の中心人物として知られている。2013年3月25日に「全国子宮頸がんワクチン被害者連絡会」を設立し、事務局長に就任した。同会はHPVワクチン予防接種の中止や、副反応とされる症状を訴える患者の救済を求めることを目的としている。池田は、ワクチンの積極的勧奨に反対しており、「子供に打っても死亡率に変化はない」「子宮頸がんにかかる方がまだ人間らしい暮らしを送れる」などの見解を示している。2013年6月、池田らの活動などの影響もあり、厚生労働省はHPVワクチンの積極的勧奨を一時中止した。
2013年12月、池田はHPVワクチン接種後に体調不良を訴える少女たちの支援として、カイロプラクティックの柔道整復師を招き、14名の少女に施術を行った。施術師は、症状の原因を自律神経系の問題によるものと考え、カウンセリングと施術を通じて少女たちの不安軽減と症状改善を図った。保護者の中には、施術者が「子宮頸がんワクチン副反応説」を否定したことに対し、苦しい状況の中で何かに頼らざるを得なかった心境を吐露する者もいた。
2015年3月31日には厚生労働大臣とワクチン製造企業に「HPVワクチン被害問題全面解決要求書」を提出した。被害者連絡会が公開した痙攣する少女の映像は各メディアで取り上げられ、ワクチンによる被害として繰り返し報道された。2016年1月、NHKの『クローズアップ現代』で「〝副作用〟がわからない？～信頼できるワクチン行政とは～」という特集が放送された。「全国子宮頸がんワクチン被害者連絡会」の事務局長を務めている池田は「どれほどの被害になっているかすら明らかになっていない」と主張し、行政の責任を指摘した。
2016年4月、名古屋市が実施した「名古屋スタディ」をめぐり、池田が率いる被害者連絡会は、名古屋市立大学の鈴木貞夫教授が行っていたHPVワクチン副反応の解析作業を批判した。池田は、鈴木教授がSNSで「子宮頸がんワクチンと副反応の因果関係は証明されていない」と発言していたことを根拠に、名古屋市の調査が結論ありきだと主張した。その後、名古屋市職員が大学を訪問し「解析は公表できなくなった」と伝える事態となった。2016年11月、池田は信州大学の調査結果の発表前日に、Twitterに「確か今日。信州大学が行った池田先生に関する調査結果の発表の日ではなかったかしら？何も変化がないようだけれど、どうしたのかしらね。」と投稿し、内部情報を事前に知る立場にあることを示唆していた。
2016年7月、HPVワクチン接種後に全身の痛みや記憶障害などの症状が現れたとして、63人の女性が国と製薬会社を相手取って集団訴訟を提起した。この訴訟は被害者連絡会と薬害弁護団が結成した原告団によるもので、「薬害」として大きく報じられた。

### 新型コロナウイルスワクチンに関する活動
新型コロナウイルスワクチン（COVID-19ワクチン）に反対する立場を取り、様々な活動を行っている。新型コロナウイルスワクチンについて、通常のインフルエンザワクチンの副反応と比較して多くの死亡者や重傷者が報告されているとの見解を示し、接種の安全性に疑問を呈している。
「新型コロナウイルスを考える会」の事務局長を務めている。また、「チーム日本」の代表として「脱コロナ」「憲法改正反対」を掲げた活動を展開しており、この活動には内海聡や鵜川和久などが参加している。73名の地方議員からなる「全国有志議員の会」でも代表を務め、新型コロナワクチンの5歳から11歳の子供への接種中止を求めている。同会は「子どもへのワクチン接種を慎重に考える会（JACVC）」の後援も行っている。2022年10月には「コロナワクチン被害者駆け込み寺」の結成に参加し、鵜川和久、青山雅幸、中村篤史らと活動している。同団体は、ワクチン接種後の副作用に対し、LFA波動測定器による効能測定を行ったチャーガを販売している。2023年11月には超党派の「WCH議員連盟」が発足し、総会に参加した。議連は、世界保健機関（WHO）加盟国が進める「パンデミック条約」や「世界保健規則（IHR）改正」により、国家主権が奪われワクチン接種が強制になると主張している。
日野市議会での活動では、「市長は世界中で打たないコロナワクチンをなぜ日野市民に打たせて平気なのか？」「新コロナワクチン子供に必要なし！マスク着用も再考せよ！」との主張を行い、反ワクチン、反マスクの立場を取っている。2021年6月には、参議院議員会館で行われた「新型コロナワクチンに警鐘を鳴らす医師と議員の会」の記者会見で司会を務め、厚生労働省に提出された「接種中止を求める嘆願書」に筆頭で名を連ねた。
2024年2月公開の映画『レターパック裁判～勇者の証～』に市長役として出演した。この映画は、新型コロナウイルスの存在を疑う全国45都道府県の有志達＜市民訴訟JAPAN＞の訴訟活動を描いたものである。
デモ活動
デモ活動にも積極的に参加しており、2024年1月14日には東京・銀座での世界保健機関（WHO）と「パンデミック条約」に反対するデモに参加し、「世界でコロナワクチンを打たせている国は日本だけ。日本殲滅大作戦が、今始まっている！」などと訴えた。デモには、池田の他、参政党の松田学や山中泉、サンクチュアリ教会（統一教会分派）、神真都Qデモ参加者、ラエリアン・ムーブメント関係者なども参加して、「ワクチンは日本殲滅大作戦」「ビル・ゲイツ」などとシュプレヒコールを上げた。
同年4月13日、東京・池袋で「パンデミック条約反対、ワクチン接種中止」を掲げる集会とデモが開催され、登壇者として参加した。このデモでは、池田の主導でシュプレヒコールが上がり、「WHOの人権侵害を許さないぞ！」「政府は人口削減ワクチンを止めろ！」「ワクチンで医師会に利益誘導する武見厚労大臣を許すな！」などと訴えた。同年5月31日、日比谷公園大音楽堂において「WHOから命をまもる国民運動」の大決起集会とパレードデモが開催され、登壇者として参加した。この集会には池田のほか、複数の有識者や原口一博などの政治家が登壇し、WHOのパンデミック条約に反対する立場を表明した。

#### レプリコンワクチンに関する主張
2023年12月の日野市議会定例会において、「非常に危険だと言われているのがレプリコンワクチンです。非常に伝播性が高くて、接種した人じゃなくて、接種した人から驚くような強度でうつっていく」「接種者のみならず、非接種者にも深刻な影響を与える可能性が大きい」と発言した。また、2024年6月の定例会でも「体の中で自己増殖するメッセンジャーRNAが汗腺から体外に出ていって、それが広く接種してない人にも感染される」との見解を示した。
2024年には映画『GODドクターREBORN』にエキストラとして参加し、レプリコンワクチンを製造販売する会社「ハイジ製菓ファルマン」前でのデモシーンにおいて、「殺人ワクチンを打たせるのを辞めろ！」と訴える場面を演じた。

#### 都議会議員選挙における健康関係での主張
・自殺対策強化
・WHO脱退
・徹底した情報公開
・ｍRNA遺伝子製剤接種禁止
・新型コロナワクチン接種後の実態調査と速やかなる救済

### LGBTについて
行きすぎたLGBT法は社会を不安にさせるとの意見を示している。

### 教育について
無農薬野菜を使った学校給食や、フリースクールなどの不登校対策強化などを公約に掲げている。

### 京王線刺傷事件はフェイク
2021年10月に起きた京王線刺傷事件について、「衆院選の不正を隠ぺいするための陰謀」「乗客はクライシスアクター」という陰謀論が拡散されたが、これに対し池田自身もSNSで映像の信憑性に疑問を呈する投稿を行い、テレビ情報番組「スッキリ」で取り上げられた。司会者の加藤浩次は実際の事件を作り物だとすることが考えられないとコメントし、陰謀論を強く否定した。池田への取材に対する回答は放映時までになかったが、同番組の調べでは池田の投稿には400人以上が反応し、40人がネット上で拡散していた。

### 能登半島地震は人工地震
2024年1月に発生した能登半島地震について、人工地震であるとの考えを示している。地震発生直後から人工地震との見方を示した投稿を「メモ」としてリポスト（転載）し、一部には追認するようなコメントも付けていた。2024年1月14日に東京都内で開かれたパンデミック条約反対のデモでも、能登半島地震が人工地震である可能性をほのめかした。共同通信の取材に対し、人工地震かどうかは「判断できない」、投稿をリポストしたことについては「（メモ）以外の意味はない」と回答したが、人工地震の考えは否定しなかった。

## 私生活
家族は夫、長男、次男、長女。趣味はグランドゴルフ、卓球、読書、ヴァイオリン。
2025年都議選出馬時には子どもは独立し孫4人であり、同居は夫と義母と明かしている。

## 共著
- 『池田としえ、吼える! : 日本は乗っ取られるぞ、目を覚ませ!』池田としえ, 藤原飛鳥:著、ヒカルランド、2023年08月3日

## 出演
- 『真実を教えて下さい2』2022年 - COVID-19ワクチンの危険性を訴えるドキュメンタリー映画
- 『レターパック裁判～勇者の証～』2024年2月 - COVID-19ワクチン後遺症映画。市長役で出演。高樹沙耶、田中昌之が出演
- 『GODドクターREBORN』2024年8月 - レプリコンワクチンの危険性を訴える映画